# Big Bash League 2025/26
Die Big Bash League 2025/26 ist die 15. Saison dieser australischen Twenty20-Cricket-Meisterschaft. Das Turnier findet vom 14. Dezember 2025 bis zum 25. Januar 2026 statt.

## Franchises
Seit der Gründung der Liga nehmen acht Franchises an dem Turnier teil.
| Franchise           | Farbe          | Stadt     | Heimstadion              |
| ------------------- | -------------- | --------- | ------------------------ |
| Adelaide Strikers   | Blau           | Adelaide  | Adelaide Oval            |
| Brisbane Heat       | Türkis         | Brisbane  | The Gabba                |
| Hobart Hurricanes   | Lila           | Hobart    | Blundstone Arena         |
| Melbourne Renegades | Rot            | Melbourne | Marvel Stadium           |
| Melbourne Stars     | Grün           | Melbourne | Melbourne Cricket Ground |
| Perth Scorchers     | Orange         | Perth     | Optus Stadium            |
| Sydney Sixers       | Pink           | Sydney    | Sydney Cricket Ground    |
| Sydney Thunder      | Electric Green | Sydney    | Giants Stadium           |

## Format
Die acht Franchises spielen in einer Gruppe gegen jedes andere Team zumindest einmal für insgesamt 10 Spiele per Mannschaft. Die vier Erstplatzierten der Gruppe qualifizieren sich für die Playoffs, die im Page-Playoff-System ausgetragen werden.

## Kaderlisten
Die Teams benannten die folgenden Kader.
| Twenty20 | Twenty20 | Twenty20 | Twenty20 |
| Adelaide Strikers | Brisbane Heat | Hobart Hurricanes | Melbourne Renegades |
| --- | --- | --- | --- |
| - Matthew Short (K) - Hassan Ali - Cameron Boyce - Jordan Buckingham - Alex Carey - Mackenzie Harvey - Thomas Kelly - Harry Nielsen - Jamie Overton - Lloyd Pope - Alex Ross - Jason Sangha - Liam Scott - Henry Thornton - Luke Wood | - Usman Khawaja (K) - Shaheen Afridi - Tom Alsop - Xavier Bartlett - Max Bryant - Lachlan Hearne - Spencer Johnson - Matt Kuhnemann - Nathan McSweeney - Colin Munro - Michael Neser - Jimmy Peirson - Matt Renshaw - Callum Vidler - Hugh Weibgen - Jack Wildermuth   | - Nathan Ellis (K) - Rehan Ahmed - Iain Carlisle - Nikhil Chaudhary - Tim David - Rishad Hossain - Chris Jordan - Ben McDermott - Riley Meredith - Mitch Owen - Matthew Wade - Jake Weatherald - Beau Webster - Mac Wright - Billy Stanlake | - Will Sutherland (K) - Jason Behrendorff - Josh Brown - Harry Dixon - Brendan Doggett - Jake Fraser-McGurk - Caleb Jewell - Hassan Khan - Nathan Lyon - Fergus O’Neill - Ollie Peake - Mohammad Rizwan - Tom Rogers - Tim Seifert - Adam Zampa |
| Melbourne Stars | Perth Scorchers | Sydney Sixers | Sydney Thunder |
| - Marcus Stoinis (K) - Scott Boland - Hilton Cartwright - Joe Clarke - Tom Curran - Liam Hatcher - Glenn Maxwell - Hamish McKenzie - Haris Rauf - Tom Rogers - Peter Siddle - Mark Steketee - Mitchell Swepson                        | - Ashton Turner (K) - Ashton Agar - Finn Allen - Mahli Beardman - Cooper Connolly - Laurie Evans - Aaron Hardie - Sam Fanning - Nick Hobson - Josh Inglis - Bryce Jackson - Matthew Kelly - Mitchell Marsh - Lance Morris - Joel Paris - David Payne - Jhye Richardson | - Moises Henriques (K) - Sean Abbott - Babar Azam - Joel Davies - Jafer Chohan - Sam Curran - Ben Dwarshuis - Jack Edwards - Todd Murphy - Mitchell Perry - Jordan Silk - Steve Smith                                                       | - David Warner (K) - Wes Agar - Tom Andrews - Cameron Bancroft - Sam Billings - Ollie Davies - Lockie Ferguson - Matthew Gilkes - Chris Green - Ryan Hadley - Shadab Khan - Sam Konstas - Nathan McAndrew - Daniel Sams - Tanveer Sangha        |

## Gruppenphase
Tabelle
| Teams               | Sp. | S | N | U | R | NR | BP | Punkte | NRR |
| ------------------- | --- | - | - | - | - | -- | -- | ------ | --- |
| Adelaide Strikers   |     |   |   |   |   |    |    | 0      |     |
| Brisbane Heat       |     |   |   |   |   |    |    | 0      |     |
| Hobart Hurricanes   |     |   |   |   |   |    |    | 0      |     |
| Melbourne Renegades |     |   |   |   |   |    |    | 0      |     |
| Melbourne Stars     |     |   |   |   |   |    |    | 0      |     |
| Perth Scorchers     |     |   |   |   |   |    |    | 0      |     |
| Sydney Sixers       |     |   |   |   |   |    |    | 0      |     |
| Sydney Thunder      |     |   |   |   |   |    |    | 0      |     |

Spiele
| 14. Dezember Scorecard | Perth | Perth Scorchers | – | Sydney Sixers |
|                        |       |                 |   |               |

| 15. Dezember Scorecard | Geelong | Melbourne Renegades | – | Brisbane Heat |
|                        |         |                     |   |               |

| 16. Dezember Scorecard | Hobart | Hobart Hurricanes | – | Sydney Thunder |
|                        |        |                   |   |                |

| 17. Dezember Scorecard | Sydney | Sydney Sixers | – | Adelaide Strikers |
|                        |        |               |   |                   |

| 18. Dezember Scorecard | Melbourne | Melbourne Stars | – | Hobart Hurricanes |
|                        |           |                 |   |                   |

| 19. Dezember Scorecard | Brisbane | Brisbane Heat | – | Perth Scorchers |
|                        |          |               |   |                 |

| 20. Dezember Scorecard | Sydney | Sydney Thunder | – | Sydney Sixers |
|                        |        |                |   |               |

| 21. Dezember Scorecard | Geelong | Melbourne Renegades | – | Hobart Hurricanes |
|                        |         |                     |   |                   |

| 22. Dezember Scorecard | Canberra | Sydney Thunder | – | Brisbane Heat |
|                        |          |                |   |               |

| 23. Dezember Scorecard | Adelaide | Adelaide Strikers | – | Sydney Sixers |
|                        |          |                   |   |               |

| 26. Dezember Scorecard | Sydney | Sydney Sixers | – | Melbourne Stars |
|                        |        |               |   |                 |

| 26. Dezember Scorecard | Perth | Perth Scorchers | – | Hobart Hurricanes |
|                        |       |                 |   |                   |

| 27. Dezember Scorecard | Brisbane | Brisbane Heat | – | Adelaide Strikers |
|                        |          |               |   |                   |

| 28. Dezember Scorecard | Canberra | Melbourne Stars | – | Sydney Thunder |
|                        |          |                 |   |                |

| 29. Dezember Scorecard | Hobart | Hobart Hurricanes | – | Melbourne Renegades |
|                        |        |                   |   |                     |

| 30. Dezember Scorecard | Sydney | Sydney Thunder | – | Perth Scorchers |
|                        |        |                |   |                 |

| 31. Dezember Scorecard | Adelaide | Adelaide Strikers | – | Brisbane Heat |
|                        |          |                   |   |               |

| 1. Januar Scorecard | Melbourne | Melbourne Renegades | – | Sydney Sixers |
|                     |           |                     |   |               |

| 1. Januar Scorecard | Hobart | Hobart Hurricanes | – | Perth Scorchers |
|                     |        |                   |   |                 |

| 2. Januar Scorecard | Brisbane | Brisbane Heat | – | Melbourne Stars |
|                     |          |               |   |                 |

| 3. Januar Scorecard | Sydney | Sydney Thunder | – | Hobart Hurricanes |
|                     |        |                |   |                   |

| 4. Januar Scorecard | Melbourne | Melbourne Stars | – | Melbourne Renegades |
|                     |           |                 |   |                     |

| 4. Januar Scorecard | Perth | Perth Scorchers | – | Adelaide Strikers |
|                     |       |                 |   |                   |

| 5. Januar Scorecard | Coffs Harbour | Sydney Sixers | – | Brisbane Heat |
|                     |               |               |   |               |

| 6. Januar Scorecard | Adelaide | Adelaide Strikers | – | Sydney Thunder |
|                     |          |                   |   |                |

| 7. Januar Scorecard | Perth | Perth Scorchers | – | Melbourne Renegades |
|                     |       |                 |   |                     |

| 8. Januar Scorecard | Melbourne | Melbourne Stars | – | Sydney Sixers |
|                     |           |                 |   |               |

| 9. Januar Scorecard | Hobart | Hobart Hurricanes | – | Adelaide Strikers |
|                     |        |                   |   |                   |

| 10. Januar Scorecard | Brisbane | Brisbane Heat | – | Sydney Thunder |
|                      |          |               |   |                |

| 10. Januar Scorecard | Melbourne | Melbourne Renegades | – | Melbourne Stars |
|                      |           |                     |   |                 |

| 11. Januar Scorecard | Sydney | Sydney Sixers | – | Hobart Hurricanes |
|                      |        |               |   |                   |

| 11. Januar Scorecard | Adelaide | Adelaide Strikers | – | Perth Scorchers |
|                      |          |                   |   |                 |

| 12. Januar Scorecard | Sydney | Sydney Thunder | – | Melbourne Renegades |
|                      |        |                |   |                     |

| 13. Januar Scorecard | Melbourne | Melbourne Stars | – | Adelaide Strikers |
|                      |           |                 |   |                   |

| 14. Januar Scorecard | Hobart | Hobart Hurricanes | – | Brisbane Heat |
|                      |        |                   |   |               |

| 15. Januar Scorecard | Melbourne | Melbourne Renegades | – | Perth Scorchers |
|                      |           |                     |   |                 |

| 16. Januar Scorecard | Sydney | Sydney Sixers | – | Sydney Thunder |
|                      |        |               |   |                |

| 17. Januar Scorecard | Adelaide | Adelaide Strikers | – | Melbourne Renegades |
|                      |          |                   |   |                     |

| 17. Januar Scorecard | Perth | Perth Scorchers | – | Melbourne Stars |
|                      |       |                 |   |                 |

| 18. Januar Scorecard | Brisbane | Brisbane Heat | – | Sydney Sixers |
|                      |          |               |   |               |

## Playoffs

### Spiel A
| 20. Januar Scorecard |  | 1. Platz | – | 2. Platz |
|                      |  |          |   |          |

### Spiel B
| 21. Januar Scorecard |  | 3. Platz | – | 4. Platz |
|                      |  |          |   |          |

### Spiel C
| 23. Januar Scorecard |  | Sieger Spiel B | – | Verlierer Spiel A |
|                      |  |                |   |                   |

### Finale
| 25. Januar Scorecard |  | Sieger Spiel A | – | Sieger Spiel C |
|                      |  |                |   |                |